# Oľšov
Oľšov (in ungherese Olysó) è un comune della Slovacchia facente parte del distretto di Sabinov, nella regione di Prešov.